# PCM5D
Der PCM5D ist ein von der Deutschen Telekom eingesetztes Übertragungssystem für das Zugangsnetz. Das System dient der Mehrfachausnutzung von Kupferanschlussleitungen für digitale ISDN-Anschlüsse und besteht immer aus einem vermittlungsseitigen Gerät (PCM5VD) sowie einem teilnehmerseitigen Gerät (PCM5TD).
Der PCM5D kann maximal fünf Anschlüsse über eine Doppelader multiplexen und per Puls-Code-Modulation (PCM) übertragen. Zur Übertragung wird eine HDSL-Leitung mit einer Datenrate von 784 kbit/s und dem 2B1Q-Code eingesetzt.
Neben „normalen“ ISDN-Anschlüssen mit UK0-Schnittstelle kann der PCM5D auch ISDN-Anschlüsse nach 1TR6 sowie Up0-Schnittstelle und S0-Bus multiplexen.
PCM-Multiplexer kommen im Wesentlichen zum Einsatz, wenn im Zugangsnetz (zum Beispiel zwischen KVz und APL) nicht mehr genügend freie Doppeladern vorhanden sind, um einen Telefonanschluss zu realisieren.

## Eigenschaften
- Das teilnehmerseitige Gerät wird vom vermittlungsstellenseitigen PCM5VD-Einschub mit 320 Volt DC ferngespeist.
- Bei Anschlüssen, die über einen PCM-Multiplexer geschaltet sind, ist die Bereitstellung eines DSL-Anschlusses nicht möglich, da der Anschluss über keine dedizierte durchgehende Kupferdoppelader verfügt.

### Hersteller
- ELCON Systemtechnik GmbH
- Quante (Unternehmen)